# 阿倍真君
阿倍 真君（あべ の まきみ）は、飛鳥時代の貴族。姓は朝臣。官位は従五位下・越後守。

## 経歴
文武朝の慶雲2年12月（706年）一族で従六位上の狛秋麻呂と阿倍安麻呂、同じ従六位下の佐伯男・田口広麻呂・巨勢小邑治・紀男人らとともに昇進して従五位下に叙爵する。翌慶雲3年（706年）大伴男人の後任として大倭守に任官する。
慶雲4年（707年）11月に威奈大村の後任として越後守に任ぜられるが、『続日本紀』では翌年の和銅元年（708年）3月にも越後守の任官記事がある。この時の任官記事には、大伴安麻呂の任大納言、阿倍宿奈麻呂の任中納言、笠麻呂の任美濃守といった重複が多く見られ、これらをただの記事の重複とするか、あるいは再任と解釈するのかは、意見が分かれている。

## 官歴
『続日本紀』による。
- 時期不詳：従六位上
- 慶雲2年（705年） 12月27日：従五位下（越階）
- 慶雲3年（706年） 7月27日：大倭守
- 慶雲4年（707年） 11月2日：越後守
- 和銅元年（708年） 3月13日：越後守（再任?）